# 扎斯塔瓦M49衝鋒槍
M49衝鋒槍是由南斯拉夫研製的武器，該槍發射7.62×25毫米托卡列夫手槍彈，並在1949年起裝備南斯拉夫人民軍。

## 設計
M49衝鋒槍在外部設計上與蘇聯的PPSh-41非常相似，而且兩槍的供彈具亦是通用的。但實際上M49衝鋒槍的內部結構卻與PPSh-41非常不同，若要對比的話它更像義大利的貝瑞塔38型。M49採用的是單一的機匣，它包含了槍機，反衝彈簧及緩衝機制。另外，此槍亦具有一個簡單的槍口補償器以協助射手穩定武器。
M49衝鋒槍是一件選射式武器，其快慢機位於扳機前方，並在扳機護圈內面；其保險是按鈕式的，它位於槍托側面較前的位置並鄰近火控組。與後來的M56衝鋒槍不同，M49具有一個類似於M48毛瑟步槍的實木槍托。

## 使用國
- 南斯拉夫

## 另見
- PPSh-41
- M56

## 外部連結
- 扎斯塔瓦官網 （页面存档备份，存于）